# Albrecht VI. (Österreich)

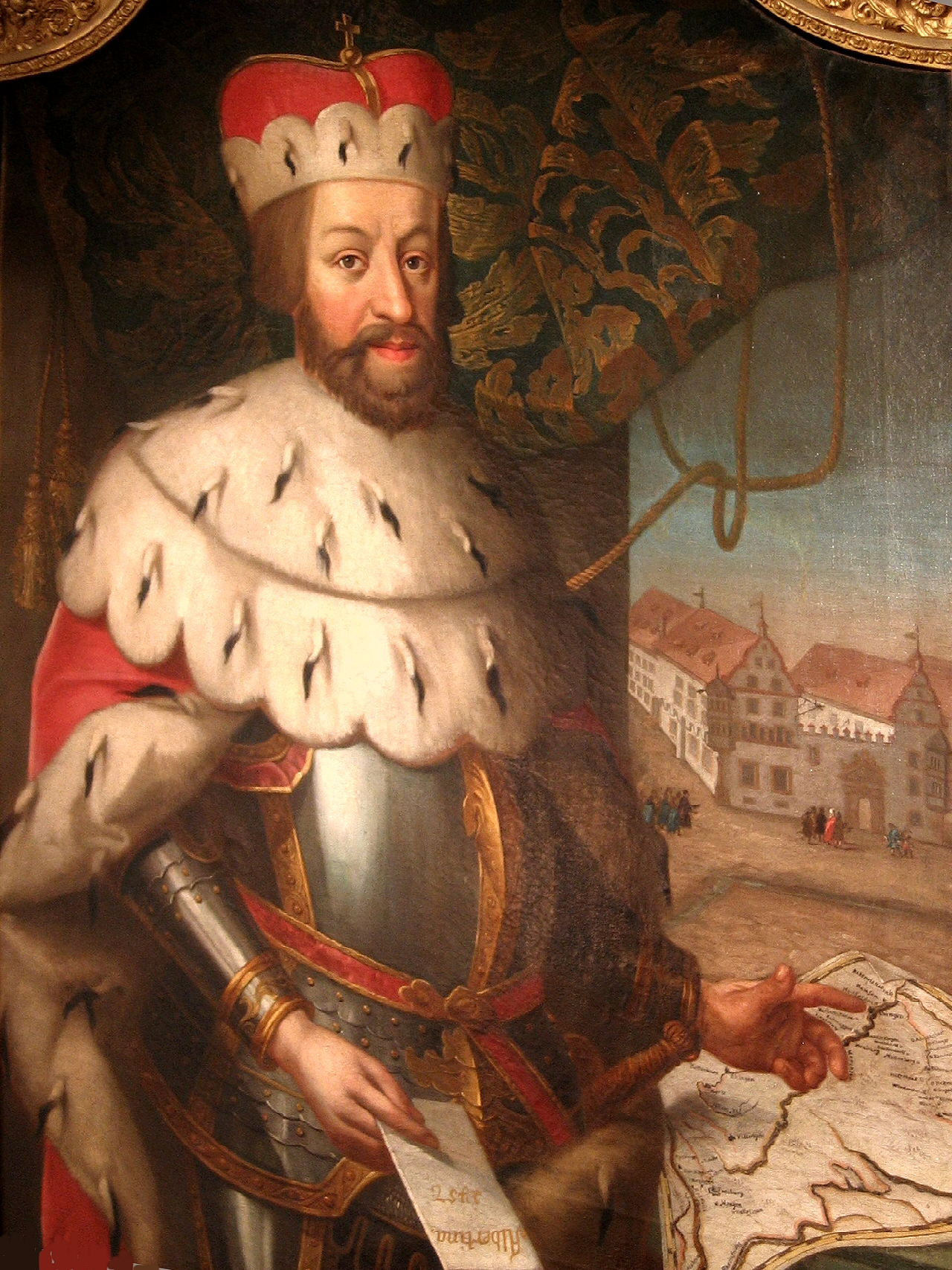
Universitätsgründer Albrecht VI. Im Hintergrund das alte Hauptgebäude der Albertina auf dem Franziskanerplatz (heute Neues Rathaus)

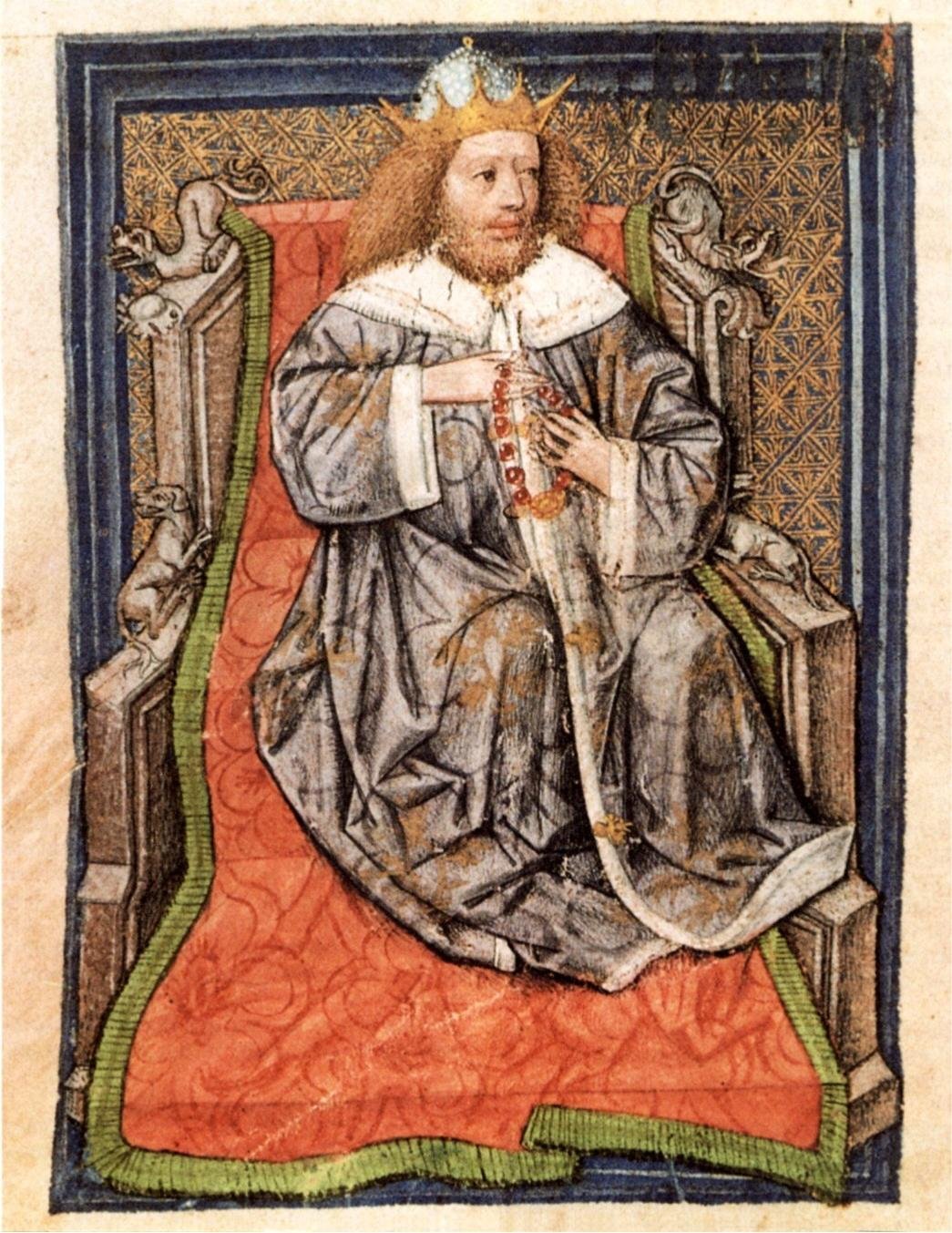
Miniaturporträt Albrechts (1455/63)

Albrecht VI. (* 18. Dezember 1418 in Wien; † 2. Dezember 1463 ebenda) aus dem Geschlecht der Habsburger, Erzherzog von Österreich, war Herrscher in den Vorderen Landen und Herzog von Österreich ob der Enns und Österreich unter der Enns sowie einer der Gegenspieler des Reichsoberhaupts Friedrich III., seines älteren Bruders. Im 19. Jahrhundert erhielt Albrecht den Beinamen „der Verschwender“.

## Herkunft und Anfänge
Er war der jüngere der beiden Söhne des Herzogs Ernst I. des Eisernen von Österreich aus dessen zweiter Ehe mit Cymburgis von Masowien, die das Erwachsenenalter erreichten. Sein älterer Bruder, Herzog Friedrich V. von Österreich, war der spätere Kaiser Friedrich III.
Die Österreichischen Lande waren zur Zeit seiner Geburt in drei größere Herrschaftsbereiche aufgeteilt, in denen verschiedene Herzöge aus dem Haus Österreich regierten. Aus der Albertinischen Linie herrschte sein Verwandter Herzog Albrecht V. von Österreich (als deutsch-römischer König Albrecht II.) (1397–1439) über Donauösterreich (Österreich ob der Enns und Österreich nieder der Enns), aus der Leopoldinischen Linie herrschte sein Vater Herzog Ernst I. von Österreich (1377–1424) über Innerösterreich (Herzogtümer Steiermark, Kärnten, Krain u. a.) und sein Onkel Herzog Friedrich IV. von Österreich (1382–1439) über Oberösterreich (Tirol und die Vorlande).
Herzog Friedrich IV. übernahm als Oberhaupt der Leopoldinischen Linie nach dem Tod seines Bruders Ernst I. die Vormundschaft über dessen Söhne und Töchter und die Herrschaft über jene Länder, über die sein Bruder zuvor geherrscht hatte. Erst 1435 trat er offiziell von dieser Vormundschaft wieder zurück und überließ seinen Neffen Friedrich und Albrecht jenen Teil der „leopoldinischen“ Länder, über die zuvor ihr Vater die Herrschaft ausgeübt hatte. In einem Vertrag wurde festgelegt, dass die Brüder gemeinsam über Innerösterreich herrschen sollten. Dazu aber kam es nicht. Friedrich übernahm als Herzog Friedrich V. die alleinige Herrschaft. Nach dem Tod seines Onkels im Jahr 1439 folgte er diesem als Oberhaupt der Leopoldiner nach und übernahm außerdem die Vormundschaft über dessen Sohn Siegmund (1427–1496), der zu diesem Zeitpunkt noch minderjährig war, und um die sich sein Bruder Albrecht ebenfalls bemüht hatte.
Oberhaupt der Albertiner war seit 1411 Herzog Albrecht V., der nach dem Tod von Kaiser Siegmund im Jahre 1437 diesem in den Königreichen Ungarn und Böhmen nachfolgte und im Jahre 1438 zum König im Heiligen Römischen Reich gewählt wurde. Als er im Jahr 1439 überraschend auf einem Kriegszug gegen die Türken an Dysenterie starb, wurde sein Cousin Friedrich V. am 2. Februar 1440 in Frankfurt zum deutschen König gewählt.

## Anfänge
Nach dem Testament von König Albrecht V. hatte dieser Regelungen für die Nachfolge getroffen, nach denen seine Witwe Elisabeth zusammen mit seinem Cousin Friedrich und einigen Räten die Vormundschaft für einen postum geborenen Sohn übernehmen sollte. Zunächst aber übertrug Elisabeth die Vormundschaft für ihren Sohn Ladislaus Albrecht VI., der sie in ihrem Kampf um die Nachfolge von Ladislaus in Ungarn aktiv unterstützte. Nach komplizierten Familienauseinandersetzungen erlangte Albrecht für einige Jahre ein eigenständiges Fürstentum im innerösterreichischen Gebiet. Es umfasste den Raum Leoben, Judenburg, Forchtenstein und Eisenstadt und reichte damit bis ins damalige Ungarn. Auf Burg Forchtenstein verbündete sich Albrecht  mit Graf Ulrich II. von Cilli und dessen Vater am 13. Mai 1442  gegen seinen Bruder. Da der Kampf erfolglos blieb, stimmte Albrecht in einem Hausvertrag mit Friedrich III. einem Tausch dieser Gebiete gegen die Vorlande im Südwesten des Reiches zu.

## Vorländische Phase
Im Jahre 1446 erzwangen die Tiroler Stände von Friedrich III. die Entlassung Siegmunds aus der Vormundschaft. Siegmund erhielt die Herrschaft über Tirol, musste aber im Gegenzug auf die Vorlande verzichten. Diese bekam Albrecht VI. zur alleinigen Herrschaft, wo er bereits 1444 im Rahmen des Alten Zürichkriegs tätig wurde.
1452 heiratete er die zwei Jahre zuvor zur Witwe gewordene Mechthild von der Pfalz, die ältere Schwester des Kurfürsten Friedrich I. von der Pfalz, der später zu den bekanntesten Gegenspielern von Kaiser Friedrich gehörte.
Ins internationale Rampenlicht geriet der Fürst, als er Friedrich III. 1451/52 zur Kaiserkrönung begleitete, auf dem er als Marschall für die Organisation des Romzugs zuständig war.
Am 6. Jänner 1453 wurde Albrecht VI. von seinem Bruder Friedrich III. zum Erzherzog von Österreich erhoben.
Im Jahre 1454 ließ der Fürst die Herdstellen der Vorlande in Matrikeln erfassen, um sie steuerlich erfassen zu können.
Albrecht gründete die Universität von Freiburg (Urkunden vom 21. September 1457), um den Zuzug in die hochverschuldete Stadt Freiburg zu fördern und damit deren fiskalische Möglichkeiten zu verbessern. Er ließ außerdem den Ingeram-Codex für sich anfertigen, der eine reiche Quelle für Heraldiker darstellt.

## Die oberennsische und die Wiener Phase
Nach dem Tod des Ladislaus Postumus (gest. am 23. November 1457 in Prag) und dem „Erlöschen“ der albertinischen Linie der Habsburger kam es in der leopoldinischen Linie der Dynastie zum Konflikt um die Nachfolge im Herzogtum Österreich (ob und nieder der Enns). Nachdem Herzog Sigmund gegenüber Albrecht im Austausch gegen die Vorderen Lande auf seine Ansprüche verzichtet hatte, forderte dieser die alleinige Herrschaft und nannte sich nun Albrecht VI. von Österreich ob und unter der Enns. Friedrich, als Kaiser, verweigerte die Anerkennung. 1458 übernahm Albrecht die Herrschaft in Österreich ob der Enns (Teile des heutigen Bundeslandes Oberösterreich), während Österreich unter der Enns an (mit der Stadt Wien) an Friedrich ging (Vertrag vom 21. August 1458) Nach der Belagerung seines Bruders Friedrich und dessen Familie in der Wiener Burg wurde Albrecht am 26. Dezember 1462 auch Herrscher von Österreich unter der Enns (Teile des heutigen Bundeslandes Niederösterreich) mit Wien.
Die Gegnerschaft zu seinem Bruder zeigte sich auch im Badisch-Pfälzischen Krieg und im Bayerischen Krieg. Albrecht befand sich auf der Seite der Gegner des Kaisers. Mit den Schlachten von Seckenheim und Giengen (an der Brenz) ging dieser Krieg für die Kaisertreuen verloren.

## Tod und Folgen
Albrecht VI. starb am 2. Dezember 1463. Über seinen Tod ist ein ausführlicher, von dem Tiroler Adligen Leonhard von Felseneck in Auftrag gegebener und in Bezug auf seine medizinischen Angaben anscheinend nicht der Wahrheit entsprechender Zeugenbericht des Türhüters und Vertrauten des Herzogs, Hanns Hierszmann erhalten, der, obwohl Hierszmann medizinischer Laie war, zu den bedeutendsten seiner Art zählt. Die tatsächliche Todesursache ist bis heute nicht geklärt, die Begleitumstände des Todes und der Tage danach wirken recht undurchsichtig.
Auf Initiative seiner Schwester, der Markgräfin Katharina von Baden, wurde Albrecht VI. am 6. Dezember 1463 in der Herzogsgruft im Wiener Stephansdom beigesetzt. Zu seinem Erben hatte Albrecht VI. 1461 seinen Cousin Sigmund eingesetzt.
Der Tod seines Bruders befreite Friedrich III. von jenem Gegner, der ihm bis dahin am meisten zugesetzt hatte. Da es ein „plötzlicher Tod“ war, konnte er nach den Mentalitätsstrukturen der damaligen Zeit außerdem als „Strafe Gottes“ für Albrechts politisches Handeln und somit auch für Propaganda gegen diesen genutzt werden. Nachdem Herzog Sigmund im Austausch gegen die Herrschaft über die Vorderen Lande auf eine Beteiligung der Herrschaft in den Herzogtümern ob und unter der Enns verzichtet hatte, konnte sich Friedrich III. dort zunächst durchsetzen. Die Herrschaftsverhältnisse in Österreich unter der Enns gestalteten sich weiterhin schwierig, erst nach 1490 kam es zu einer Stabilisierung und die Herrschaft dort konnte für die nächsten Jahrhunderte langfristig behauptet werden.

## Beurteilung
Albrecht VI. gehört zu jenen Habsburgern, die bis heute relativ unbekannt sind, was insofern überrascht, da es zu seiner Person relativ viel Quellenmaterial gibt. Er ist hinsichtlich seiner Bedeutung auf einer Stufe zu sehen wie Ludwig der Reiche, Georg Podiebrad, Friedrich der Siegreiche oder Albrecht Achilles. Albrecht VI. gilt als wichtiger Mäzen. So wird sein Name im Zusammenhang mit dem Meister von Schloss Liechtenstein genannt bzw. mit Gelehrtenpersönlichkeiten wie Aeneas Silvius Piccolomini oder Felix Hemmerli. 
Das lange nur partikular vorhandene Interesse am Erzherzog hängt damit zusammen, dass dieser in sehr unterschiedlichen Regionen des alten Reiches residierte: In „Innerösterreich“ (Kärnten, Steiermark, Slowenien), in den Vorlanden (Sundgau, Breisgau), im Land ob der Enns, im Land nieder der Enns und schließlich in Wien. Der damit einhergehende Regierungswechsel hat zugleich die wissenschaftliche Beschäftigung mit dieser Persönlichkeit lange Zeit sehr erschwert, da Albrecht stets nur als Regionalfürst, nicht aber als einer der führenden Großen des Reiches wahrgenommen wurde. 
Sein negatives Ansehen war die Folge seines lebenslangen Konflikts mit Friedrich III., der zusammen mit Maximilian I. wesentlich die Wahrnehmung der Dynastie bis ins 19. Jahrhundert bestimmte. Nach der Durchsetzung der Primogenitur bei den Habsburgern (wie auch bei anderen Fürstenfamilien im Heiligen Römischen Reich) war für die spätere Geschichtsschreibung zudem die eigentliche Ursache dieses Konfliktes nicht mehr nachvollziehbar, worauf dieser auf eine unnötige, interne Auseinandersetzung innerhalb der Familie reduziert wurde, die für das Familienoberhaupt (in diesem Fall Friedrich III.) bzw. die Familie eine schwere Gefährdung bedeutete (Schlagwort: „der erste Bruderzwist“). In dieser Sicht war Albrecht VI. auf den Typus des jüngeren, machthungrigen Bruders reduziert, der aus zweifelhaften, da ausschließlich egoistischen Motiven (Machthunger, Ehrgeiz) nicht bereit ist, sich mit dem ihm im Familienverband zustehenden Platz zu begnügen, was für die Habsburger letztlich nur Unglück und beinahe den Ruin zur Folge hat. Dass Albrechts Anspruch auf die Mitherrschaft in den „österreichischen Erblanden“ bzw. sein Kampf um ein eigenes Herrschaftsgebiet im Kontext des Mittelalters und der damaligen Erbregelungen nicht unberechtigt war, wurde nicht berücksichtigt. Erst in einigen neueren Forschungsarbeiten wird diese Sicht korrigiert, und hier wird auch gezeigt, dass Albrecht VI. klare politische Ziele hatte, die er lebenslang konsequent verfolgte und zum Teil umsetzte. Er war keineswegs der planlose, maßlose und fahrige Verschwender und sprunghafte Politiker, als den ihn die Forschung lange dargestellt hatte.
Bei der Beurteilung von Albrecht VI. kommt noch hinzu, dass der Erzherzog seine wesentlichen Erfolge in den Vorderen Landen hatte, die den Habsburgern zum Teil nach dem Dreißigjährigen Krieg und endgültig 1815 verloren gingen und die daher in der Forschung bis in die 1980er Jahre gewöhnlich gar nicht berücksichtigt wurden. Der wesentliche Impuls zu einer differenzierteren Beurteilung Albrechts, die sich seit 1990er Jahren beobachten lässt, ist sicher nicht zufällig eine Folge der zunehmenden Erforschung der Geschichte der Habsburger in der Ostschweiz, in Schwaben und im Elsass. Die herrschaftliche Tätigkeit Albrechts lässt sich gleichwohl nicht auf den Südwesten des Reiches beschränken, da sein Itinerar bis nach Neapel und nach Ungarn reicht.
Die intensivere Auseinandersetzung mit diesem Fürsten hängt indirekt auch mit einem moderneren Deutschlandbild unter Historikern zusammen, welche der nicht zuletzt in der englischsprachigen Forschung immer noch verbreiteten anachronistischen Vorstellung von einer „German society“ bzw. von „deutschen“ Verhältnissen widersprechen. Sie weisen darauf hin, dass lokale, regionale, ständische und kommunale Identitäten bis weit in die Neuzeit hinein eine ganz andere Bedeutung hatten als nationale. Die Beschäftigung mit Albrecht VI. folgt somit einem allgemeinen Trend, der die Bedeutung der Regional- und Landesgeschichte für die gesamtdeutsche Geschichte unterstreicht. Wesentlich erschwert wurde die Auseinandersetzung mit diesem Fürsten durch eine bemerkenswert schwierige Quellenlage, die durch die sehr unterschiedlichen Aufenthaltsorte des Fürsten bedingt war. So finden sich zu Albrecht VI. in über 60 europäischen Archiven urkundliche Quellen. Hinzu kommt, dass das Sujet der Biographie unter Historikern lange Zeit wenig Ansehen genoss.
Was Taten betrifft, die vor allem im 19. Jahrhundert als Beispiele für die Grausamkeit und Brutalität Albrechts angeführt werden, wie z. B. die Hinrichtung des Wiener Bürgermeisters Wolfgang Holzer, ergibt ein Vergleich mit anderen Reichsfürsten, dass der Erzherzog zumindest nicht wesentlich brutaler oder grausamer war als diese.
In den zeitgenössischen Quellen kommt Albrecht VI. relativ gut weg. In den „Denkwürdigkeiten“ der Helene Kottannerin z. B. erfährt Albrecht VI., der Elisabeth von Luxemburg im Kampf um die Nachfolge von Ladislaus Postumus unterstützt, eine sehr positive Darstellung. Georg von Ehingen, der sich einige Jahre am Hof des Erzherzogs aufgehalten hat, berichtet in seinen „Reisen nach der Ritterschaft“ von einer Beförderung, die er sich vom Herzog erbittet, und dabei lässt er diesen als recht humorvoll erscheinen. Wesentlich kritischer ist da der Bericht von Hanns Hierszmann, doch auch hier entsteht der Eindruck, dass Albrecht VI. bei seinen Gefolgsleuten nicht unbeliebt war. In zeitgenössischen Berichten über den Romzug seines Bruders wird Albrecht VI. ebenfalls relativ gut beurteilt, was damit zusammenhängen mag, dass er als Marschall des Romzugs für einen reibungslosen Ablauf sorgte.